# پلاگر
پلاگر (به انگلیسی: Pellagra) یک نوع بیماری است که در اثر کمبود نیاسین (ویتامین ب۳) به وجود می‌آید. کمبود تریپتوفان (یک نوع اسید آمینه) و ویتامین B6 و B2 و آهن نیز در بروز این بیماری نقش دارند. همچنین، پلاگر می‌تواند حاصل برخی اختلالات همچون سندرم کارسینویید باشد که موجب تغییراتی در متابولیسم پروتئینها می‌شوند.
پلاگر اغلب در مناطقی رخ می‌دهد که دچار فقر، قحطی و سوءتغذیه هستند و رژیم غذایی افراد حاوی مقداری ناکافی از پروتئین حیوانی است (همچون مصرف ذرت به جای گوشت).
این بیماری در شمال ایتالیا پوستِ زبر (به ایتالیایی: pelle rugosa) نامیده می‌شد، و واژهٔ پلاگر از همین گرفته شده‌است.
در اثر گرفتن این بیماری پوست دست، پا و صورت می‌ترکد، فرد عصبانی و ترسو می‌شود و در آخر تبدیل به دیوانگی و مرگ می‌شود.

## همه‌گیرشناسی
پلاگر بیشتر در کشورهای فقیر و قحطی‌زده چون کشورهای آفریقایی شایع است. این بیماری در چین، اندونزی و مکزیک دیده می‌شود.
پلاگر می‌تواند در افرادی که همچون جمعیت‌های آمریکای جنوبی از ذرت به عنوان غذای اصلی استفاده می‌کنند شایع باشد. ذرت به تنهایی دارای مقدار کمی تریپتوفان و نیاسین است. با این وجود، در صورتی که در یک محلول قلیایی چون کلسیم هیدروکسید پخته شود، این کمبود تصحیح می‌شود. این شیوهٔ پخت بیشتر در بومیان آمریکا رواج دارد.

## تاریخچه
کشت و مصرف ذرت از گذشته در میان جمعیت‌های آمریکای جنوبی رواج داشت. بومیان این مناطق شیوهٔ خاصی برای پخت این گیاه داشتند: ذرت باید در یک محلول قلیایی همچون کلسیم هیدروکسید پخته می‌شد و سپس مصرف می‌گردید. امروزه نشان داده شده‌است که با این عمل، نیاسین مورد نیاز بدن جذب آن می‌شد، و بنابراین احتمال ابتلا به پلاگر کاهش می‌یافت. با این وجود، هنگامی کشت ذرت در نقاط دیگری از جهان رواج یافت، این طرز پخت به کنار گذاشته شد، چرا که فایدهٔ آن مشخص نبود. به این ترتیب، پلاگر در افرادی که ذرت را به عنوان غذای اصلی مصرف می‌کردند، ولی آن را به شیوهٔ سنتی نمی‌پختند شایع شد.
پلاگر برای نخستین بار در سال ۱۷۳۵ در اسپانیا توسط یک پزشک توصیف شد. این بیماری در شمال ایتالیا نیز بسیار شایع شد، و نام آن پوستِ زبر نهاده شد. از آن‌جا که پلاگر بیش‌تر در مناطقی که از ذرت به عنوان غذای اصلی استفاده می‌کردند شایع بود، سال‌ها گمان بر این بود که این گیاه حامل بیماری یا حاوی ماده‌ای سمی است. این اعتقاد بعدها که مشاهده شد پلاگر در میان مردم ساکن آمریکای مرکزی (که ذرت غذای اصلی آن‌ها بود) بسیار کم است، به کنار گذاشته شد.
این بیماری در اوایل قرن بیستم به شدت در جنوب ایالات متحدهٔ آمریکا شایع شد. ۱٬۳۰۶ نفر در ده ماه اول سال ۱۹۱۵ در کارولینای جنوبی از این بیماری تلف شدند، و ۱۰۰٬۰۰۰ نفر از ساکنان ایالات جنوبی در سال ۱۹۱۶ جان باختند. در این زمان، دانشمندان به این نتیجه رسیده بودند که پلاگر احتمالاً در اثر یک میکروب یا مادهٔ سمی که در ذرت وجود دارد ظاهر می‌شود.

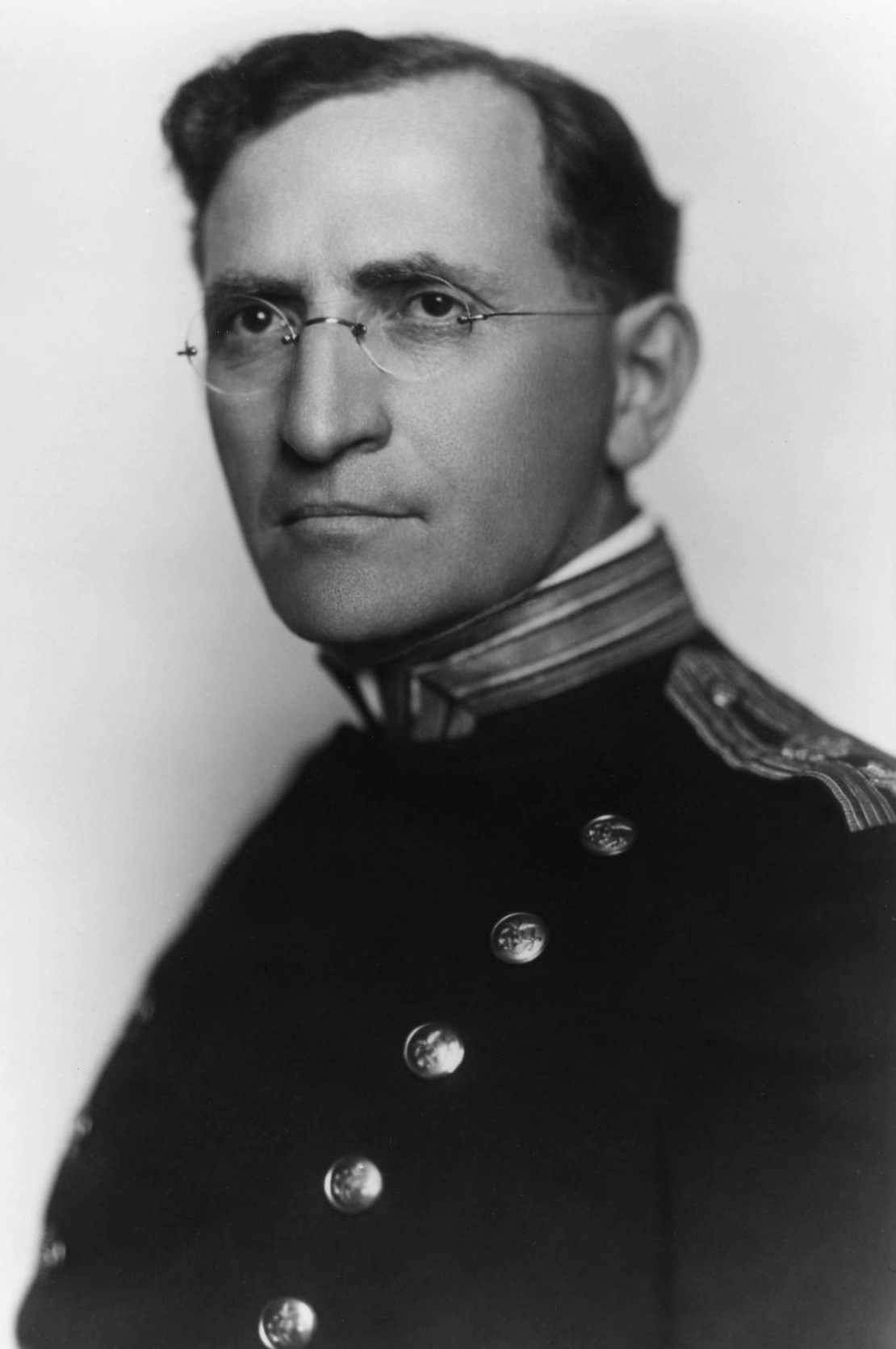
دکتر جوزف گلدبرگر

سرانجام، در سال ۱۹۱۵، جوزف گلدبرگر، پزشک آمریکایی-مجاری، نشان داد که پلاگر به رژیم غذایی بستگی دارد. او در سال ۱۹۲۶ ثابت کرد که رژیم غذایی متعادل و حاوی مقدار کمی مخمر آب‌جو مانع ابتلا به این بیماری می‌شود. با این وجود، دانشمندان تا زمانی که دریافتند نیاسین بیماری زبان سیاه (پلاگر در سگ) را درمان می‌کند (در سال ۱۹۳۷) بر این موضوع تردید داشتند. پس از تحقیقاتی، ثابت شد نیاسین در انسان‌ها نیز پلاگر را درمان می‌کند.
در تحقیقاتی که از سال ۱۹۰۰ تا ۱۹۵۰ انجام شد، مشخص شد که زنان دوبرابر مردان به این بیماری مبتلا می‌شوند. علت این تفاوت ممکن است تأثیر استروژن بر فرایند تبدیل تریپتوفان به نیاسین باشد. برخی نیز معتقد هستند که این امر ناشی از تفاوت کیفیت غذایی در میان زنان و مردان است، چرا که زنان اغلب اول غذاهای پروتئینی با کیفیت را به فرزندانشان می‌دهند.

## علایم
اسهال، درماتیت و در موارد پیش‌رفته، زوال عقل، از مهم‌ترین نشانه‌های این بیماری است. این بیماری در صورت عدم درمان، ممکن است به مرگ بینجامد. سایر علایم این بیماری عبارت‌اند از:
- حساسیت شدید به نور خورشید
- ریزش مو
- ورم و زخم‌های پوستی
- التهاب یا عفونت زبان
- ضعف
- بی‌خوابی
- پریشانی ذهنی و فراموشی
- آتاکسی (اختلال در تعادل و حرکات)
- اختلالات هیجانی، میل به جدال و پرخاشگری
- کاردیومیوپاتی اتساعی
- عارضهٔ گردن‌بند پلاگر، که یک طوق ملتهب، قطور و کبود در دور گردن است.